# Pasja toruńska
Pasja toruńska – gotycki obraz przedstawiający cykl scen z Pasji Chrystusa, namalowany około 1495–1500 przez anonimowego malarza – przypuszczalnie pomorskiego – zaznajomionego z malarstwem gdańskim, nadreńskim i niderlandzkim.

## Dzieje
Historia powstania obrazu nie jest w pełni znana. Zleceniodawcą dzieła byli najprawdopodobniej dominikanie z klasztoru przy kościele Świętego Mikołaja na Nowym Mieście w Toruniu. Kościół wraz z konwentem zniszczono w I połowie XIX wieku, jednak znaczna część pierwotnego bogatego wystroju ocalała, a wiele dzieł sztuki przeniesiono do kościoła Świętego Jakuba, gdzie znajdują się do dziś. Wcześniej obraz znajdował się przy zachodniej ścianie nawy południowej, a następnie został przeniesiony na obecne miejsce, tj. północną ścianę prezbiterium. Poddany gruntownej konserwacji w 2012 roku obraz został zaprezentowany na międzynarodowej wystawie Europa Jagellonica 1386–1572, która od 20 maja do 30 września 2012 odbywała się w Galerii Kraju Środkowych Czech (GASK – Galerie Středočeského kraje) w Kutnej Horze, a od 8 listopada miała miejsce w Warszawie: w Zamku Królewskim oraz Muzeum Narodowym, będących miejscami ekspozycji pomorskiego dzieła. Od 1 marca do 16 czerwca 2013 trwała trzecia odsłona wystawy, która miała miejsce w Domu Historii Brandenburgii i Prus (Haus der Brandenburgisch-Preußischen Geschichte) w Poczdamie.

## Wygląd
Obraz ma wymiary 274 × 221 cm, jest wykonany temperą na desce. Na obrazie ukazano w sposób narracyjno-symultaniczny (ukazanie w jednym obrazie cyklu wielu scen rozgrywających się w określonym czasie) dwadzieścia dwa epizody Pasji Chrystusa, wpisane w rozbudowaną scenerię krajobrazowo-architektoniczną. Cykl ten tworzą 22 sceny pasyjne. 
Cykl przedstawień  otwiera: Wjazd Jezusa do Jerozolimy, następnie Ostatnią Wieczerzę, Modlitwę w Ogrójcu, Pojmanie, Chrystusa przed Annaszem, Chrystusa przed Kajfaszem, Chrystusa przed Herodem, Samobójstwo Judasza, Piłata umywającego ręce, Biczowanie, Ciernie Koronowania, Niesienie Krzyża, Grę w kości o szatę Chrystusa, Ukrzyżowanie Jezusa Chrystusa, Złożenie do Grobu, Zstąpienie do Otchłani, Zmartwychwstanie, Noli me tangere,  Wędrówkę do Emaus, Objawienie się Chrystusa apostołom, Zwątpienie św. Tomasza oraz zamykające cykl Wniebowstąpienie.  
Sposób aranżacji poszczególnych scen charakteryzuje się chaotycznością, poszczególne sekwencje tworzą nieczytelny ciąg, który przybiera bardzo przetasowaną, meandryczną i łamaną formę. U góry kompozycji, pośrodku pomiędzy ogrodem Oliwnym i Golgotą, została umieszczona zamykająca cykl scena Wniebowstąpienia. Większość scen przybiera postać bardzo zamkniętych, odrębnych kompozycji figuralnych; niektóre zostały bardziej rozwinięte, głównie scena Niesienia Krzyża, gdzie po diagonalnie zakomponowanej szerokiej drodze wędruje orszak żołnierzy, oprawców, opłakujące niewiasty oraz rozmaity lud, który towarzyszy Jezusowi w ostatniej drodze na Kalwarię. Wśród tłumu widać św. Weronikę, pokazującą chustę z odbitym obliczem Jezusa. 
W rozmaitych miejscach obrazu pojawiają się liczne epizody niezwiązane bezpośrednio z cyklem; są to rozmaite sceny rodzajowe, które w pewnym sensie odzwierciedlają typową prozę życia w średniowieczu. Tak ukazano damę w wytwornej sukni spędzającą czas w ogrodzie, dwie inne niosące dzban, jedną z nich wchodzącą do domu, zakonnika w habicie udającego się do kaplicy, pasterzy pędzących owce, chłopa płynącego łódką, żebraka prowadzonego przez psa oraz mężczyzn podczas polowania. Sceny pasyjne mają również charakter średniowieczny, co poświadcza odzież postaci. Również tę epokę obrazuje wpisana w pagórkowaty krajobraz architektura. Większość kompozycji zajmuje gęsto zabudowane miasto nawiązujące do biblijnej Jerozolimy, jednakże architektura ma zdecydowanie zachodni, późnośredniowieczny charakter. Wiele budynków ma formy typowe dla ówczesnej architektury obronnej: masywne mury, z bramami i basztami często zwieńczonymi blankami, wiele domów nakrytych jest wysokimi dwuspadowymi dachami, a ich elewacje zdobią schodkowe szczyty. Poza miastem zabudowa staje się mniej zwarta i jest w większości nieproporcjonalnie mniejsza w stosunku do miasta. Na niektórych pagórkach wznoszą się zamki, klasztory, kościoły obronne. Na samym dole obrazu, na tle muru, widać znacznie większą od pozostałych figur postać klęczącego zakonnika, reprezentującego fundatorów. 

## Analiza

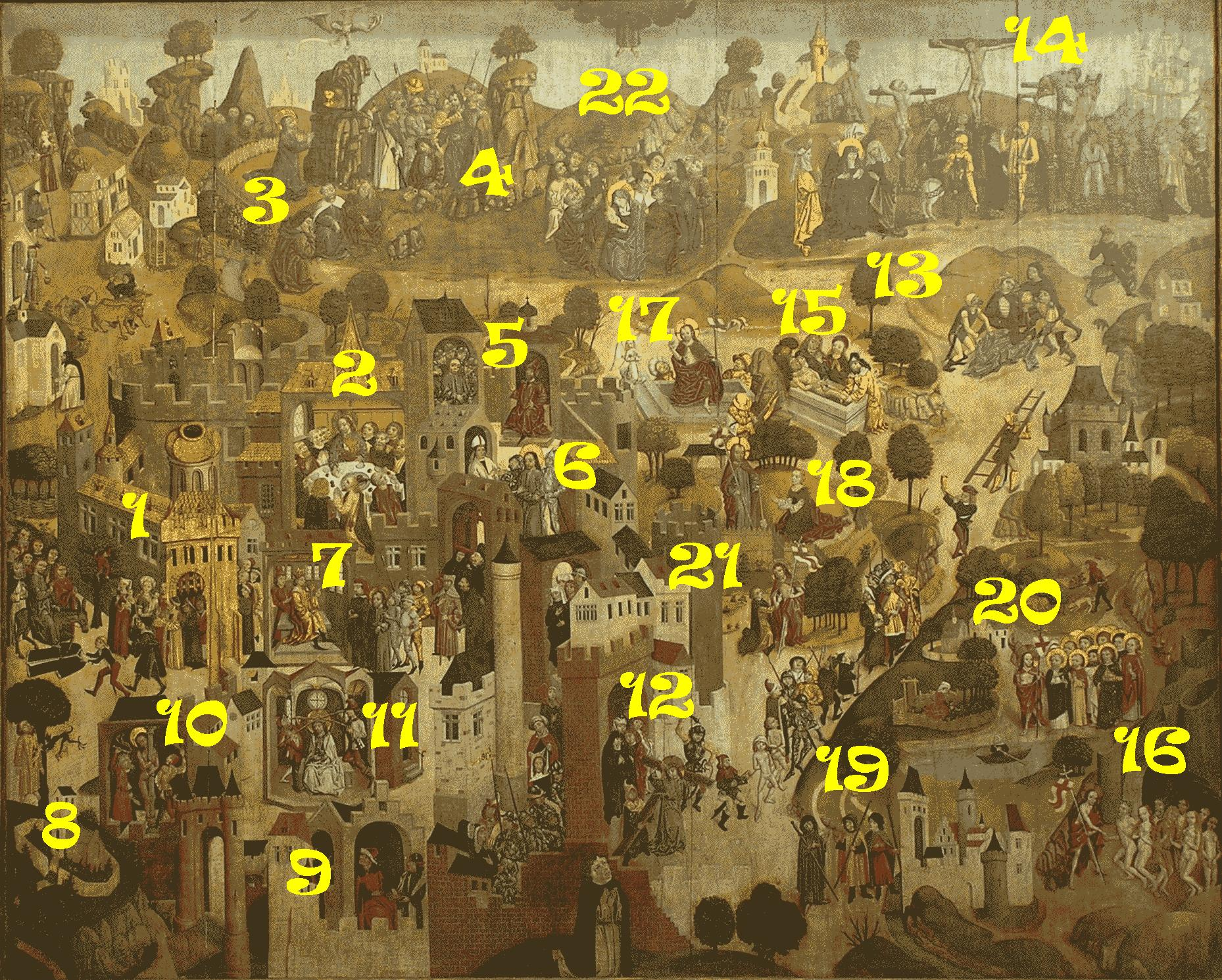
Umiejscowienie poszczególnych scen cyklu, wraz z numeracją według porządku chronologicznego: 1 – Wjazd Jezusa do Jerozolimy, 2 – Ostatnia Wieczerza, 3 – Modlitwa w Ogrójcu, 4 – Pojmanie, 5 – Chrystus przed Annaszem, 6 – Chrystus przed Kajfaszem, 7 – Chrystus przed Herodem, 8 – Samobójstwo Judasza, 9 – Piłat umywający ręce, 10 – Biczowanie, 11 – Cierniem Koronowanie, 12 – Niesienie Krzyża, 13 – Gra w kości o szatę Chrystusa, 14 – Ukrzyżowanie, 15 – Złożenie do Grobu, 16 – Zstąpienie do Otchłani, 17 – Zmartwychwstanie, 18 – Noli me tangere, 19 – Wędrówka do Emaus, 20 – Objawienie się Chrystusa apostołom, 21 – Zwątpienie św. Tomasza, 22 – Wniebowstąpienie

Pasja toruńska charakteryzuje się syntezą typowej dla gotyku stylizacji z próbami realistycznego, mimetycznego odtworzenia rzeczywistości. Pojawiają się w kompozycji elementy statyczne i dynamiczne, płaszczyzny i przestrzeni, cechy wskazujące jednocześnie na prostą, rudymentarną z jednej strony i bardzo wysublimowaną z drugiej percepcję biblijnych wydarzeń. Całość tworzy swoistą bogatą kompilację, będącą syntezą dwóch rzeczywistości: biblijnej i średniowiecznej.  
Nieznany mistrz, który namalował Pasję, wedle badań był zaznajomiony ze stylami wywodzącymi się ze środowisk w Niderlandach oraz Dolnej Nadrenii i Westfalii, których wpływy dotarły do Gdańska (m.in. Mały Ołtarz Ferberów w kościele Mariackim), a stamtąd do Torunia. Kompozycja narracyjno-symultaniczna rozpowszechniła się przede wszystkim w Niderlandach, głównie w dziełach Hansa Memlinga (m.in. Pasja turyńska, Siedem radości Marii, Ołtarz Męki Pańskiej), ponadto m.in. obraz pasyjny w zbiorach Vander Kelen-Mertens Museum w Lowanium. Znana była też na Pomorzu, o czym świadczą m.in. zaginiony obraz Oblężenie Malborka przez Gdańszczan z gdańskiego Dworu Artusa i znajdujący się niegdyś w pobliskim kościele Mariackim, a obecnie w Muzeum Narodowym w Warszawie, Ołtarz Jerozolimski. Malowidła o podobnej tematyce znajdowały się także na ścianach, do zniszczeń wojennych w 1945 roku cykl pasyjny zdobił ściany kaplicy Świętego Olafa przy gdańskim kościele Mariackim, zaś w prezbiterium pobliskiego kościoła Dominikanów malowidła są dziś bardzo nieczytelne.
W kontekście Pasji toruńskiej historiografia artystyczna ukształtowała dwa punkty wyjścia dla powstania dzieła. Jedną z inspiracji, podobnie jak w dziełach Hansa Memlinga, była ówczesna sztuka teatru i przede wszystkim średniowieczne misteria pasyjne, które gromadziły liczny lud i włączały go do wspólnego uczestnictwa. Misteria te posługiwały się ustaloną i związaną z przestrzenią miejską sekwencją kolejnych scen, gdzie wybrane osoby wcielały się w biblijne postaci. Poszczególne wydarzenia były inscenizowane zarówno na ulicach, rynku, ale także poza obwarowaniami, w celu jak najbardziej wiernego odtworzenia wątków z męki, śmierci i zmartwychwstania Jezusa. Wedle nowszych badań toruńska Pasja ma związek z upowszechnioną w XV wieku ideą duchowej pielgrzymki do Ziemi Świętej, polegający na głębokiej kontemplacji i rozważaniu poszczególnych wydarzeń nawiązujących do wydarzeń życia Chrystusa, które miały miejsce w Jerozolimie. Propagatorem tej idei był Felix Fabri, dominikanin z Ulm, który dwukrotnie (w 1480 i 1483 roku) pielgrzymując do Ziemi Świętej opisał Jerozolimę. Klęczący u dołu toruńskiego malowidła, nieznany z imienia zakonnik tej reguły, wedle badań ukazany jest jako „duchowy pielgrzym” w momencie kontemplacji, której istotą właśnie jest obecność Jezusa w Jerozolimie.
Toruńskie malowidło charakteryzuje się, podobnie jak w obu dziełach Memlinga, nie tylko wątkami związanymi z Eucharystią czy męczeństwem sensu stricto, ale także dużą liczbą radosnych, wielkanocnych epizodów, począwszy od Zmartwychwstania, kończąc na silnie wyeksponowanym, jednocześnie na samej górze i w samym środku, Wniebowstąpieniu.